# Los Visitantes (banda)
Los Visitantes fue un grupo de rock argentino liderado por Roberto Palo Pandolfo. Fue formado luego de la separación de Don Cornelio y La Zona en el año 1989. A diferencia de su agrupación anterior, Pandolfo agrega nuevos sonidos a este proyecto, en donde el rock, el pop, el folclore y candombe, son algunas de las nuevas influencias en cada disco grabado de esta alineación.

## Historia

### Comienzos
Los Visitantes  estuvo integrado en sus comienzos por Roberto Andrés Palo Pandolfo (voz y guitarra), Jorge Albornoz (batería, percusión y coros), Federico Gahzarossián (bajo y coros), Karina Cohen (coros) y Daniel Delhom (teclados y máquinas). Luego de varios shows en pubs y discotecas de la ciudad de Buenos Aires, en 1992 fueron elegidos Grupo Revelación en la encuesta anual del Sí de Clarín. Esto les abrió el camino a la grabación del primer álbum debut.

### Salud universal
Salud universal, su primer álbum, tuvo mucha repercusión con la canción «Playas oscuras». Ya en su debut, Los Visitantes presentaron una propuesta musicalmente amplia, aunque algunas canciones aún dejaban ver la influencia del grupo predecesor. Playas Oscuras fue un hit pop con elementos de rockabilly, en el que Pandolfo amplió su propio estilo y encontró formas minimalistas y repetitivas para sus estrofas. La repercusión de este trabajo los llevó a participar de la gira El Nuevo Rock Argentino, que incluyó Córdoba y el Gran Buenos Aires.

### Espiritango
El segundo disco fue Espiritango, producido por Andrés Calamaro en 1994. Fue elegido Mejor disco del Año en una encuesta que el Sí realizó entre los músicos más relevantes de la Argentina. Muchos consideran que este álbum representó el pico de la creatividad musical del conjunto y varios colegas artistas lo escogieron en diversas encuestas como el mejor disco del rock nacional argentino de la década de 1990, en parte gracias a sus exploraciones melódicas y poéticas. Desde el reposo hasta el desenfreno, desde las baladas hasta el heavy metal y desde el amor a la muerte. Las veinte canciones que conforman el segundo disco del grupo forman un complejo entramado musical, pero que un ningún momento se corre de la fina línea por la que transita. El álbum fue presentado oficialmente en el Teatro Astros en agosto de 1995.

### En calientey presentaciones en vivo
Su siguiente disco, En caliente, fue grabado en vivo en 1995. Se aleja de la banda el baterista Jorge Albornoz e ingresa en su lugar Marcelo Belén, además de la incorporación de  Marcelo Montolivo en guitarra.
La placa también incluye algunos temas inéditos como «Paloma» y el tango «Sur», acompañado por el bandoneonista Ernesto Baffa. A fines de septiembre de ese mismo año tocaron en el Estadio Obras Sanitarias junto a bandas como La Portuaria y Los Brujos.

«La idea es aprovechar el excelente momento de la banda y dejarlo registrado para siempre»
Palo Pandolfo entrevistado en 1995

### Maderita
En 1996, la banda firmó un contrato con la discográfica internacional MCA Records, que los tomó como los nuevos artistas centrales en su desembarco argentino. El guitarrista Marcelo Montolivo fue reemplazado por Alejandro Varela y Daniel Gorostegui se alejó de la banda.
Maderita fue el primer disco para este sello. En esta placa, la zamba y el folclore sacan a la banda de la urbanidad y los descubren en un viaje con aires norteños, que también se presenta como el disco más accesible del grupo. Es el momento de mayor popularidad de la banda. «Estaré» y «Tapa de los Sesos» fueron éxitos en su lanzamiento inicial que exigen percusiones improvisadas. De esa placa sobresalieron otros hits como «Bip bap um dera», cuyo bizarro videoclip rodó por todos los canales música de Argentina y «Arte Milenario». Pandolfo explotó al máximo la forma de cantar que lo caracteriza en la actualidad: impostar la voz de manera teatral, con inflexiones exageradas. Maderita fue producido por Afo Verde y cuenta entre los músicos invitados a León Gieco, Lito Vitale y Héctor "Limón" García (ex Bersuit Vergarabat).

### Desequilibrio
En 1998, y con la producción del ex Riff, Michel Peyronel, grabaron Desequilibrio,  su último disco de estudio. El álbum incluye ritmos como el candombe y ska -en el que sobresalen hits como «Sr. Yo» e «Ilusión», pero que termina en el rock más visceral de su carrera. En «Los Bastardos», Pandolfo puso en juego una nueva forma de hacer canciones de protesta.

### Últimos trabajos y separación
En 1999, publicaron Herido de distancia, una antología con mucho de lo mejor de la banda: una poderosa hibridez que supo mutar del rock a ritmos folclóricos, del dark al tango. Los Visitantes dejaron esta última marca con dos temas inéditos: «Santa Margarita (y un tirano guitarrista)» y el blues «Herido de distancia». Disuelto el grupo, Pandolfo inicia su carrera como solista.

## Integrantes originales
- Jorge Albornoz: Batería (1990-1994)
- Federico Gahzarossian: Bajo y coros (1990-1999)
- Palo Pandolfo: Guitarra y voz (1990-1999)
- Karina Cohen: Coros y percusión y petes (1990-1999)

## Nuevos Integrantes
- Horacio Duboscq: Saxofón y clarinete (1992-1999)
- Daniel Gorostegui: Teclados (1992-1995)
- Marcelo Belén: Batería (1995-1999)
- Marcelo Montolivo: Guitarra (1995)

## Discografía
| Año  | Nombre del álbum    | Discográfica |
| ---- | ------------------- | ------------ |
| 1992 | Salud universal     | DBN          |
| 1994 | Espiritango         | DBN          |
| 1995 | En caliente         | DBN          |
| 1996 | Maderita            | MCA          |
| 1998 | Desequilibrio       | MCA          |
| 2000 | Herido de distancia | Universal    |